# Заоко
Гора Заокó (в'єт. núi Rào Cỏ, дос. «трав'янистий струмок») — гора і одноіменний гірський масив на кордоні В'єтнаму і Лаосу. Висота вершини гори становить 2286  метрів над рівнем моря. Цей масив складається в основному з девонських гранітів і каледонських метаморфічних порід. Масив розвинувся під час Герцинського горотворення.